# Aethiopopactes fasciatus
Aethiopopactes fasciatus is een pissebed uit de familie Eubelidae. De wetenschappelijke naam van de soort is voor het eerst geldig gepubliceerd in 1985 door Ferrara & Taiti.